# Monumento nacional Cuevas de Oregón
Monumento nacional Cuevas de Oregón (del inglés: Oregon Caves National Monument) es un monumento nacional en las montañas del norte de Siskiyou del sudoeste de Oregón en los Estados Unidos. La mayor parte de las 197 hectáreas del parque, incluyendo la cueva de mármol y un centro de visitantes, se encuentra a 32 kilómetros al este de Cave Junction, Oregón sobre la ruta 46. Un centro de visitantes por separado en Cave Junction ocupa 1,6 ha del total. Ambas partes del monumento, gestionado por el Servicio de Parques Nacionales, se encuentran en el suroeste del condado de Josephine, cerca de la frontera entre Oregon y California. El clima es generalmente templado, incluso en la elevación de la cueva de más de 1200 m sobre el nivel del mar, y la nieve del invierno a veces bloquea la carretera del parque.